# Гуейлинско-Лиуджоуска операция
Гуейлинско-Лиуджоуската операция от 16 август до 24 ноември 1944 година е военна операция в района на градовете Гуейлин и Лиуджоу в Китай по време на Втората китайско-японска война, част от Втората световна война.
Тя е последният етап от Операция „Ичиго“, настъпление на Япония на юг от централен Китай, имащо за цел да унищожи американските въздушни бази в района и да осигури сухоземна връзка между окупираните от Япония територии в Китай и Индокитай. Японците настъпват в Гуанси, преследвайки дезорганизираните от предходните поражения китайски сили, които правят неуспешен опит да се задържат в Гуейлин с американска въздушна и логистична поддръжка. Японците превземат Гуейлин и Лиуджоу, след което установяват контрол над голяма част от Гуанси.